# Rząd Indonezji
Rząd Indonezji – organ władzy wykonawczej w Republice Indonezji, przy czym nie występuje on jako odrębny, naczelny organ władzy państwowej. Konstytucja Republiki Indonezji wspomina jedynie o ministrach, których powołuje i odwołuje prezydent. Ministrowie współpracują z prezydentem oraz odpowiadają za powierzoną im przez niego działalność ministerialną (art. 17 Konstytucji). W praktyce ustrojowej ministrowie tworzą nieformalny gabinet, na czele którego stoi prezydent Indonezji.

## Proces konstruowania gabinetu
Proces ten pozostaje w gestii prezydenta. Rola parlamentu ogranicza się do konieczności uzyskania opinii Ludowej Izby Reprezentantów w sprawie likwidacji, zmiany nazwy oraz tworzenia ministerstw, a także zgody Ludowej Izby Reprezentantów na likwidację ministerstw właściwych do spraw religii, prawa, finansów i bezpieczeństwa.
Łączna liczba ministerstw nie może przekroczyć 34, zaś nominacje prezydenckie nie podlegają ocenie parlamentu. Parlament nie posiada również możliwości uchwalenia wotum zaufania lub wotum nieufności wobec ministrów powołanych przez głowę państwa.

## Wymagania formalne dotyczące ministrów
Ministrem może zostać każdy obywatel Republiki Indonezji „wierzący w jednego Boga, przestrzegający zasad Pancasila oraz unormowań konstytucji, sprawny fizycznie i psychicznie, prawy i sprawiedliwy, który nie został prawomocnie skazany na karę więzienia za przestępstwo zagrożone karą 5 lat pozbawienia wolności lub powyżej” (art. 22 ust. 2 ustawy nr. 39 z 2008 r.).
Ministrów ogranicza również zasada niepołączalności funkcji urzędowych:
- urzędnika innego kraju;
- członka zarządu lub dyrektora przedsiębiorstwa prywatnego oraz przedsiębiorstwa będącego własnością skarbu państwa;
- pracownika przedsiębiorstwa finansowanego z budżetu krajowego lub lokalnego oraz innego organu opłacanego ze środków budżetowych lub lokalnych.

## Wygaśnięcie pełnomocnictw oraz odwołanie
Pełnomocnictwa ministrów wygasają z chwilą:
- śmierci;
- końca kadencji.

Ministrowie mogą być odwołani przez prezydenta Indonezji w następujących przypadkach:
- pisemnej rezygnacji ministra;
- jeżeli minister nie wykonuje swoich obowiązków przez co najmniej 3 miesiące z rzędu;
- uznania go winnym popełnienia przestępstwa zagrożonego kara co najmniej 5 lat pozbawienia wolności;
- naruszenia przepisów dotyczących zakazu łączenia funkcji;
- inny powód wskazany przez prezydenta Republiki Indonezji.